# Mrożyca
Mrożyca (dawniej Piła) – rzeka, lewy dopływ Mrogi o długości 33,37 km.
Źródła Mrożycy znajdują się na południowo-zachodnich przedmieściach Brzezin. Rzeka przepływa m.in. przez Brzeziny, Niesułków i Głowno, gdzie  uchodzi do Mrogi. Głównym dopływem Mrożycy jest Grzmiąca.
Mrożyca jest drugą co do wielkości rzeką w Parku Krajobrazowym Wzniesień Łódzkich. Na jego terenie meandruje wśród urozmaiconego krajobrazu Wzniesień Łódzkich. Do jej głęboko wciętej doliny (różnice wysokości sięgają nawet 45 metrów) uchodzą suche parowy oraz niecki denudacyjne. W środkowym biegu rzeki decyzją wojewody skierniewickiego utworzono w 1998 r. zespół przyrodniczo-krajobrazowy „Górna Mrożyca”, którego głównym celem ochrony jest zachowanie na tym terenie fragmentów naturalnej przyrody o wybitnych walorach krajobrazowych.
W Głownie na Mrożycy znajduje się budynek dawnego Młyna na Pile.
W parku miejskim w Brzezinach znajduje się zalew. Na zalewie jest mała wysepka o nazwie Wyspa Laskockich.